# Andrena nuptialis
Andrena nuptialis är en biart som beskrevs av Pérez 1902. Andrena nuptialis ingår i släktet sandbin, och familjen grävbin. Inga underarter finns listade i Catalogue of Life.